# Sérgio Acosta
Sérgio Acosta(Encarnación de Díaz,9 de setembro de 1946) é um ator mexicano que trabalhou nas novelas Cúmplices de um Resgate, Mariana da Noite e A feia mais bela.